# SteelA
SteelA è un gruppo salentino in formazione stabile dal  2004, composto da Moreno Turi, Antonio De Marianis (Dema), Valerio Greco ( V. Bass), Errico Carcagni (Ruspa), Donatello Vitto (Cusci), Emanuele Carcagni (Sciampy). 
Il loro suono è un reggae potentissimo, contaminato ma vicinissimo alla tradizione giamaicana, sull'esempio dei Sud Sound System, altro gruppo raggae del Salento.
Il loro primo album è "I Livello", uscito il 10 novembre 2006, prodotto da Madaski degli Africa Unite e pubblicato da Casasonica, la casa discografica di Max Casacci dei Subsonica.
Dall'album sono tratti i singoli "Giostre”,  uscito a giugno 2006 e accompagnato da un videoclip per la regia di Riccardo Struchil e "Oju cu cantu", uscito a novembre 2006.
Nel 2007 prendono parte al progetto "4 Riddim 4 Unity" degli Africa Unite con la canzone "Dimme".
Nel 2008 accompagnano Raiz nella sua tournée aprendo i suoi concerti e con lui partecipano anche al Concerto del Primo Maggio a Roma.

## Formazione
- Moreno Turi - voce,
- Antonio De Marianis (Dema) - batteria
- Valerio Greco ( V. Bass) - basso
- Errico Carcagni (Ruspa) - tastiera, cori
- Donatello Vitto (Cusci) -  tastiera, cori
- Emanuele Carcagni (Sciampy) - chitarra

## Discografia
- I Livello (Casasonica, 2006)
- Un passo un dubbio (Casasonica, 2011)